# اولیور کمپل
 اولیور کمپل (انگلیسی: Oliver Campbell؛ زاده ۲۵ فوریهٔ ۱۸۷۱ درگذشته ۱۱ ژوئیهٔ ۱۹۵۳) یک تنیس‌باز اهل ایالات متحده آمریکا بود.